# Oxandra surinamensis
Oxandra surinamensis är en kirimojaväxtart som beskrevs av Jans.-jac. Oxandra surinamensis ingår i släktet Oxandra och familjen kirimojaväxter. Inga underarter finns listade i Catalogue of Life.